# Корсен (коммуна)
Корсе́н (фр. Corsaint) — коммуна во Франции, находится в регионе Бургундия. Департамент коммуны — Кот-д’Ор. Входит в состав кантона Семюр-ан-Осуа. Округ коммуны — Монбар.
Код INSEE коммуны — 21199.

## Население
Население коммуны на 2010 год составляло 141 человек.
| 1962 | 1968 | 1975 | 1982 | 1990 | 1999 | 2010 |
| ---- | ---- | ---- | ---- | ---- | ---- | ---- |
| 193  | 147  | 134  | 148  | 117  | 128  | 141  |

## Экономика
В 2010 году среди 86 человек трудоспособного возраста (15—64 лет) 64 были экономически активными, 22 — неактивными (показатель активности — 74,4 %, в 1999 году было 62,0 %). Из 64 активных жителей работали 56 человек (31 мужчина и 25 женщин), безработных было 8 (6 мужчин и 2 женщины). Среди 22 неактивных 5 человек были учениками или студентами, 12 — пенсионерами, 5 были неактивными по другим причинам.